# Пуанкаре, Анри
Жюль Анри́ Пуанкаре́ (фр. Jules Henri Poincaré; 29 апреля 1854, Нанси, Франция — 17 июля 1912, Париж, Франция) — французский математик, механик, физик, астроном и философ

. Глава Парижской академии наук (1906), член Французской академии (1908) и ещё более 30 академий мира, в том числе иностранный член-корреспондент Петербургской академии наук (1895).
Историки причисляют Анри Пуанкаре к величайшим математикам всех времён. Он считается, наряду с Гильбертом, последним математиком-универсалом, учёным, способным охватить все математические результаты своего времени. Его перу принадлежат более 500 статей и книг. «Не будет преувеличением сказать, что не было такой области современной ему математики, „чистой“ или „прикладной“, которую бы он не обогатил замечательными методами и результатами».
Среди его самых крупных достижений:
- Создание топологии.
- Создание качественной теории дифференциальных уравнений.
- Разработка теории автоморфных функций.
- Разработка новых, чрезвычайно эффективных методов небесной механики.
- Создание математических основ теории относительности, а также обобщение принципа относительности на все физические явления.
- Наглядная модель геометрии Лобачевского (впервые встречается у Эудженио Бельтрами).

## Биография

### Ранние годы и обучение (1854—1879)
Анри Пуанкаре родился 29 апреля 1854 года в Нанси (Лотарингия, Франция). Его отец, Леон Пуанкаре (1828—1892), был профессором медицины в Медицинской школе (с 1878 года — в Университете Нанси). Мать Анри, Эжени Лонуа (Eugénie Launois), всё свободное время посвящала воспитанию детей — сына Анри и младшей дочери Алины.
Среди родственников Пуанкаре имеются и другие знаменитости: кузен Раймон стал президентом Франции (с 1913 по 1920 год), другой кузен, известный физик Люсьен Пуанкаре, был генеральным инспектором народного просвещения Франции, а с 1917 по 1920 год — ректором Парижского университета.

Пуанкаре-студент (1873)

С самого детства за Анри закрепилась репутация рассеянного человека, которую он сохранил на всю жизнь. В детстве он перенёс дифтерию, которая осложнилась временным параличом ног и мягкого нёба. Болезнь затянулась на несколько месяцев, в течение которых он не мог ни ходить, ни говорить. За это время у него очень сильно развилось слуховое восприятие и, в частности, появилась необычная способность — цветовое восприятие звуков, которое осталось у него до конца жизни.
Хорошая домашняя подготовка позволила Анри в восемь с половиной лет поступить сразу на второй год обучения в лицее. Там его отметили как прилежного и любознательного ученика с широкой эрудицией. На этом этапе его интерес к математике был умеренным — через некоторое время он перешёл на отделение словесности, где в совершенстве овладел латинским, немецким и английским языками; впоследствии это помогло Пуанкаре активно общаться с коллегами. 5 августа 1871 года Пуанкаре получил степень бакалавра словесности с оценкой «хорошо». Через несколько дней Анри изъявил желание участвовать в экзаменах на степень бакалавра (естественных) наук, который ему удалось сдать, но лишь с оценкой «удовлетворительно», поскольку на письменном экзамене по математике он по рассеянности ответил не на тот вопрос.

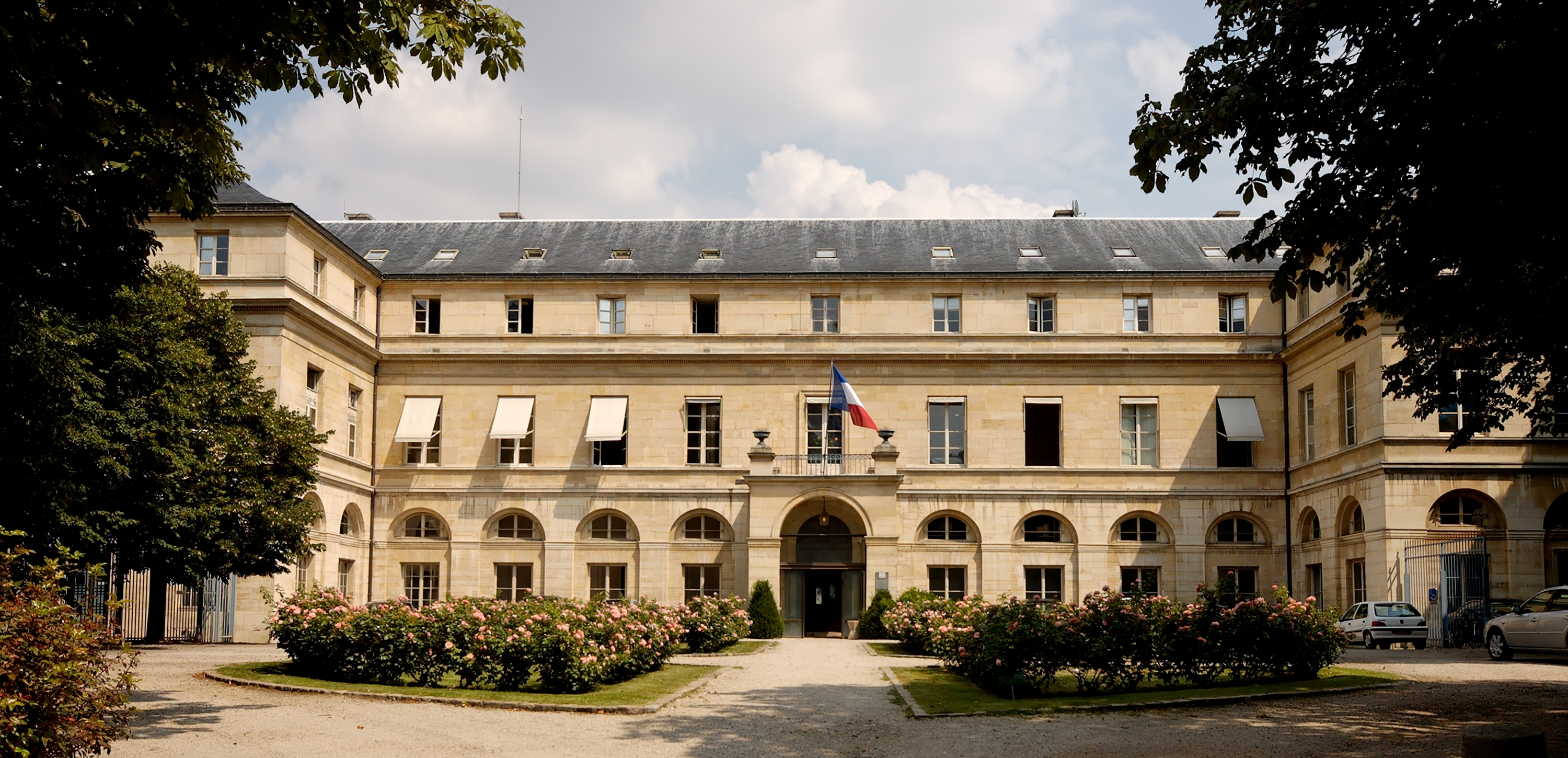
Политехническая школа, старое здание на ул. Декарта (ныне Министерство высшего образования)

В последующие годы математические таланты Пуанкаре проявлялись всё более и более явно. В октябре 1873 года он стал студентом престижной парижской Политехнической школы, где на вступительных экзаменах занял первое место. Его наставником по математике был Шарль Эрмит. В следующем году Пуанкаре опубликовал в «Анналах математики» свою первую научную работу по дифференциальной геометрии.
По результатам двухлетнего обучения (1875) Пуанкаре приняли в Горную школу, наиболее авторитетное в то время специальное высшее учебное заведение. Там он через несколько лет (1879), под руководством Эрмита, защитил докторскую диссертацию, о которой Гастон Дарбу, входивший в состав комиссии, сказал: «С первого же взгляда мне стало ясно, что работа выходит за рамки обычного и с избытком заслуживает того, чтобы её приняли. Она содержала вполне достаточно результатов, чтобы обеспечить материалом много хороших диссертаций».

### Первые научные достижения (1879—1882)

В 1879 году

Получив учёную степень, Пуанкаре начал преподавательскую деятельность в университете города Кан в Нормандии (декабрь 1879 года). Тогда же он опубликовал свои первые серьёзные статьи — они посвящены введённому им классу автоморфных функций.
Там же, в Кане, он познакомился со своей будущей женой Луизой Пулен д’Андеси (Louise Poulain d’Andecy). 20 апреля 1881 года состоялась их свадьба. У них родились сын и три дочери.
Оригинальность, широта и высокий научный уровень работ Пуанкаре сразу поставили его в ряд крупнейших математиков Европы и привлекли внимание других видных математиков. В 1881 году Пуанкаре был приглашён занять должность преподавателя на Факультете наук в Парижском университете и принял это приглашение. Параллельно, с 1883 по 1897 год, он преподавал математический анализ в Высшей Политехнической школе.
В 1881—1882 годах Пуанкаре создал новый раздел математики — качественную теорию дифференциальных уравнений. Он показал, каким образом можно, не решая уравнения (поскольку это не всегда возможно), получить практически важную информацию о поведении семейства решений. Этот подход он с большим успехом применил к решению задач небесной механики и математической физики.

### Лидер французских математиков (1882—1899)
Десятилетие после завершения исследования автоморфных функций (1885—1895) Пуанкаре посвятил решению нескольких сложнейших задач астрономии и математической физики. Он исследовал устойчивость фигур планет, сформированных в жидкой (расплавленной) фазе, и обнаружил, кроме эллипсоидальных, несколько других возможных фигур равновесия.

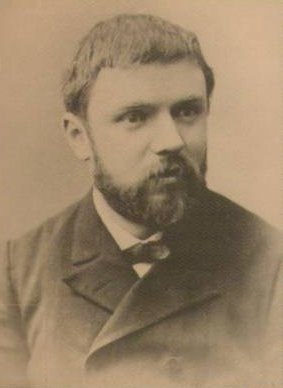
В 1889 году

В 1885 году король Швеции Оскар II организовал математический конкурс и предложил участникам на выбор четыре темы. Самой сложной была первая: рассчитать движение гравитирующих тел Солнечной системы. Пуанкаре показал, что эта задача (т. н. задача трёх тел) не имеет законченного математического решения. Тем не менее, Пуанкаре вскоре предложил эффективные методы её приближённого решения. В 1889 году Пуанкаре получил премию шведского конкурса (совместно со своим другом и будущим биографом Полем Аппелем, исследовавшим другую тему). Один из двух судей, Миттаг-Леффлер, писал о работе Пуанкаре: «Премированный мемуар окажется среди самых значительных математических открытий века». Второй судья, Вейерштрасс, заявил, что после работы Пуанкаре «начнётся новая эпоха в истории небесной механики». За этот успех французское правительство наградило Пуанкаре орденом Почётного легиона.
Осенью 1886 года 32-летний Пуанкаре возглавил кафедру математической физики и теории вероятностей Парижского университета. Символом признания Пуанкаре ведущим математиком Франции стало избрание его президентом Французского математического общества (1886) и членом Парижской академии наук (1887).
В 1887 году Пуанкаре обобщил на случай нескольких комплексных переменных теорему Коши и положил начало теории вычетов в многомерном комплексном пространстве.
В 1889 году выходит фундаментальный «Курс математической физики» Пуанкаре в 10 томах, а в 1892—1893 годах — два тома монографии «Новые методы небесной механики» (третий том был опубликован в 1899 году).
С 1893 года Пуанкаре — член престижного Бюро долгот (в 1899 году избран его президентом). С 1896 года переходит на университетскую кафедру небесной механики, которую занимал до конца жизни. В этот же период, продолжая работы по астрономии, он одновременно реализует давно продуманный замысел создания качественной геометрии, или топологии: с 1894 года он начинает публикацию статей, посвящённых построению новой, исключительно перспективной науки.

### Последние годы

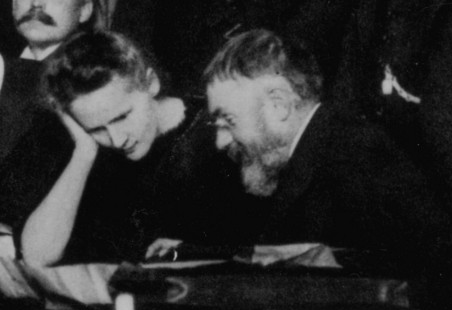
Одна из последних фотографий. Пуанкаре и Мария Склодовская-Кюри на Сольвеевском конгрессе (1911)

В августе 1900 года Пуанкаре руководил секцией логики Первого Всемирного философского конгресса, проходившего в Париже. Там он выступил с программным докладом «О принципах механики», где изложил свою конвенционалистскую философию: принципы науки есть временные условные соглашения, приспособленные к опыту, но не имеющие прямых аналогов в реальности. Эту платформу он впоследствии детально обосновал в книгах «Наука и гипотеза» (1902), «Ценность науки» (1905) и «Наука и метод» (1908). В них он также описал своё ви́дение сущности математического творчества, в котором главную роль играет интуиция, а логике отведена роль строгого обоснования интуитивных прозрений. Ясный стиль и глубина мысли обеспечила этим книгам значительную популярность, они были сразу же переведены на многие языки. Одновременно в Париже проходил Второй Международный конгресс математиков, где Пуанкаре был избран председателем (все конгрессы были приурочены к Всемирной выставке 1900 года).

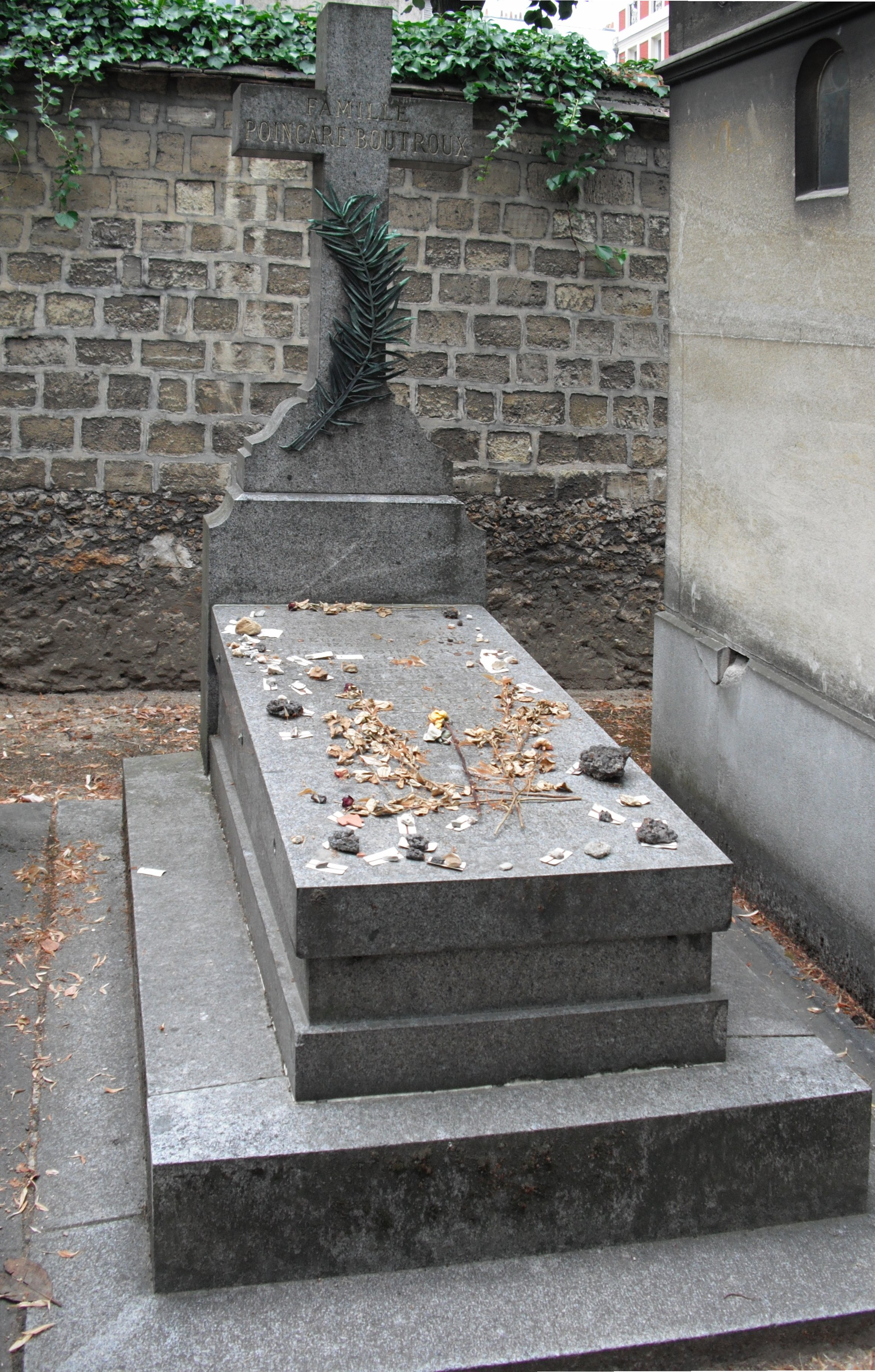
Могила Пуанкаре на кладбище Монпарнас

В 1903 году Пуанкаре был включён в группу из 3 экспертов, рассматривавших улики по «делу Дрейфуса». На основании единогласно принятого экспертного заключения кассационный суд признал Дрейфуса невиновным.
Основной сферой интересов Пуанкаре в XX веке становятся физика (особенно электромагнетизм) и философия науки. Пуанкаре показывает глубокое понимание электромагнитной теории, его проницательные замечания высоко ценят и учитывают Лоренц и другие ведущие физики. С 1890 года Пуанкаре опубликовал серию статей по теории Максвелла, а в 1902 году начал читать курс лекций по электромагнетизму и радиосвязи. В своих статьях 1904—1905 годов Пуанкаре далеко опередил Лоренца в понимании ситуации, фактически создав математические основы теории относительности (физический фундамент этой теории разработал Эйнштейн в 1905 году).
В 1906 году Пуанкаре был избран президентом Парижской академии наук. В 1908 году он тяжело заболел и не смог сам прочитать свой доклад «Будущее математики» на Четвёртом математическом конгрессе. Первая операция закончилась успешно, но спустя 4 года состояние Пуанкаре вновь ухудшилось. Скончался в Париже после операции от эмболии 17 июля 1912 года в возрасте 58 лет. Похоронен в семейном склепе на кладбище Монпарнас.
Вероятно, Пуанкаре предчувствовал свою неожиданную смерть, так как в последней статье описал нерешённую им задачу («последнюю теорему Пуанкаре»), чего никогда раньше не делал. Спустя несколько месяцев эта теорема была доказана Джорджем Биркгофом. Позже при содействии Биркгофа во Франции был создан Институт теоретической физики имени Пуанкаре.

## Вклад в науку

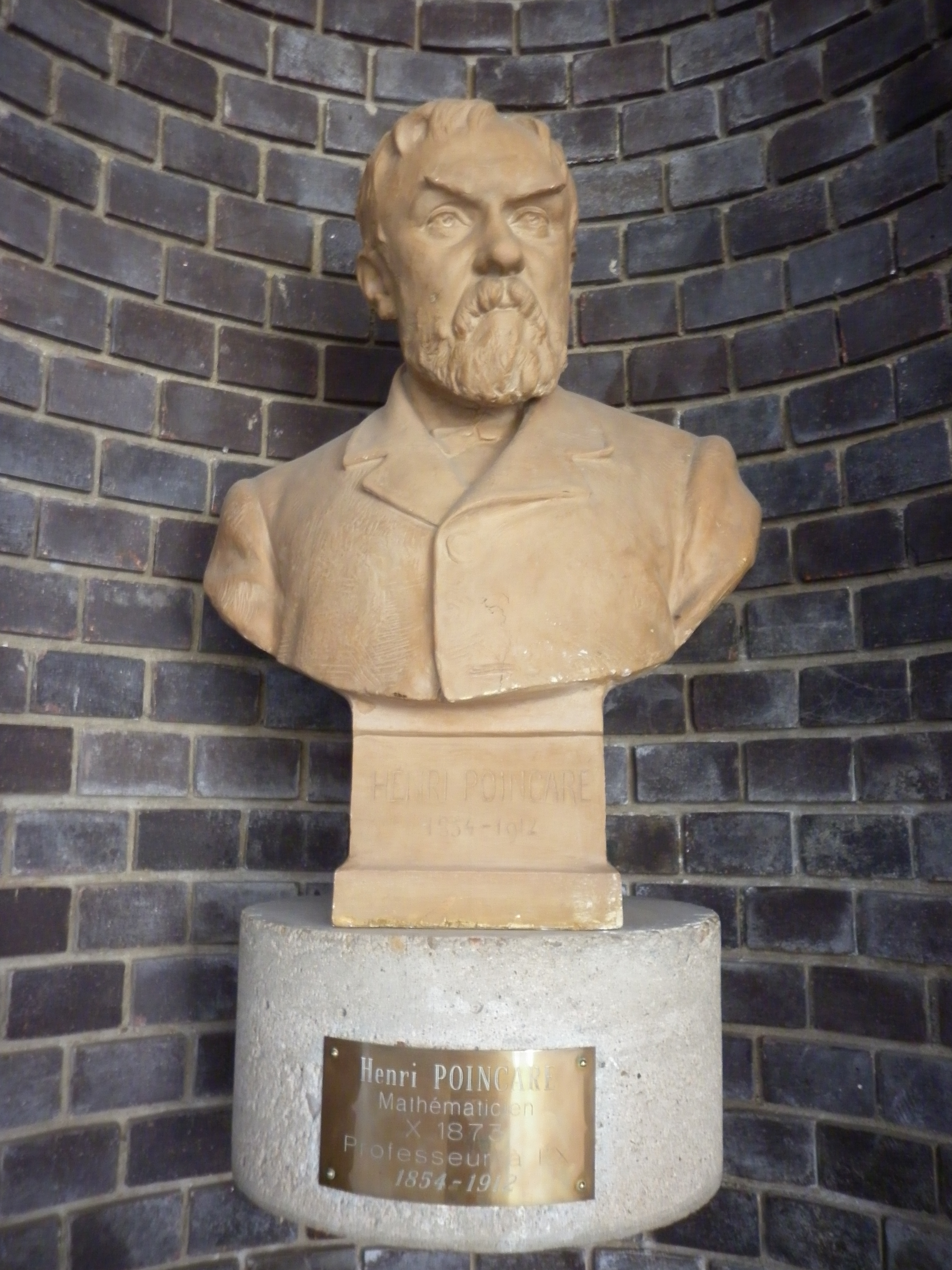
Бюст А. Пуанкаре в Политехнической школе

Математическая деятельность Пуанкаре носила междисциплинарный характер, благодаря чему за тридцать с небольшим лет своей напряжённой творческой деятельности он оставил фундаментальные труды практически во всех областях математики. Работы Пуанкаре, опубликованные Парижской Академией наук в 1916—1956, составляют 11 томов. Это труды по созданной им топологии, автоморфным функциям, теории дифференциальных уравнений, многомерному комплексному анализу, интегральным уравнениям, неевклидовой геометрии, теории вероятностей, теории чисел, небесной механике, физике, философии математики и философии науки.
Во всех разнообразных областях своего творчества Пуанкаре получил важные и глубокие результаты. Хотя в его научном наследии немало крупных работ по «чистой математике» (общая алгебра, алгебраическая геометрия, теория чисел и др.), всё же существенно преобладают труды, результаты которых имеют непосредственное прикладное применение. Особенно это заметно в его работах последних 15—20 лет. Тем не менее, открытия Пуанкаре, как правило, имели общий характер и позднее с успехом применялись в других областях науки.
Творческий метод Пуанкаре опирался на создание интуитивной модели поставленной проблемы: Пуанкаре всегда сначала полностью решал задачи в голове, а затем записывал решение. Пуанкаре обладал феноменальной памятью и мог слово в слово цитировать прочитанные книги и проведённые беседы (память, интуиция и воображение Анри Пуанкаре даже стали предметом настоящего психологического исследования). Кроме того, он никогда не работал над одной задачей долгое время, считая, что подсознание уже получило задачу и продолжает работу, даже когда он размышляет о других вещах. Свой творческий метод Пуанкаре подробно описал в докладе «Математическое творчество» (парижское Психологическое общество, 1908).
Поль Пенлеве так оценил значение Пуанкаре для науки:

Он всё постиг, всё углубил. Обладая необычайно изобретательным умом, он не знал пределов своему вдохновению, неутомимо прокладывая новые пути, и в абстрактном мире математики неоднократно открывал неизведанные области. Всюду, куда только проникал человеческий разум, сколь бы труден и тернист ни был его путь — будь то проблемы беспроволочной телеграфии, рентгеновского излучения или происхождения Земли — Анри Пуанкаре шёл рядом… Вместе с великим французским математиком от нас ушёл единственный человек, разум которого мог охватить всё, что создано разумом других людей, проникнуть в самую суть всего, что постигла на сегодня человеческая мысль, и увидеть в ней нечто новое.

### Автоморфные функции
На протяжении XIX века практически все видные математики Европы участвовали в развитии теории эллиптических функций, оказавшихся чрезвычайно полезными при решении дифференциальных уравнений. Всё же эти функции не вполне оправдали возлагавшиеся на них надежды, и многие математики стали задумываться над тем, нельзя ли расширить класс эллиптических функций так, чтобы новые функции были применимы и для тех уравнений, где эллиптические функции бесполезны.
Пуанкаре впервые нашёл эту мысль в статье Лазаря Фукса, виднейшего в те годы специалиста по линейным дифференциальным уравнениям (1880). В течение нескольких лет Пуанкаре далеко развил идею Фукса, создав теорию нового класса функций, который он, с обычным для Пуанкаре равнодушием к вопросам приоритета, предложил назвать фуксовы функции (фр. les fonctions fuchsiennes) — хотя имел все основания дать этому классу своё имя. Дело закончилось тем, что Феликс Клейн предложил название «автоморфные функции», которое и закрепилось в науке. Пуанкаре вывел разложение этих функций в ряды, доказал теорему сложения и теорему о возможности униформизации алгебраических кривых (то есть представления их через автоморфные функции; это 22-я проблема Гильберта, решённая Пуанкаре в 1907 году). Эти открытия «можно по справедливости считать вершиной всего развития теории аналитических функций комплексного переменного в XIX веке».
При разработке теории автоморфных функций Пуанкаре обнаружил их связь с геометрией Лобачевского, что позволило ему изложить многие вопросы теории этих функций на геометрическом языке. Он опубликовал наглядную модель геометрии Лобачевского, с помощью которой иллюстрировал материал по теории функций.
После работ Пуанкаре эллиптические функции из приоритетного направления науки превратились в ограниченный частный случай более мощной общей теории. Открытые Пуанкаре автоморфные функции позволяют решить любое линейное дифференциальное уравнение с алгебраическими коэффициентами и находят широкое применение во многих областях точных наук.

### Дифференциальные уравнения и математическая физика
После защиты докторской диссертации, посвящённой изучению особых точек системы дифференциальных уравнений, Пуанкаре написал ряд мемуаров под общим названием «О кривых, определяемых дифференциальными уравнениями» (1881—1882 годы для уравнений 1-го порядка, дополнил в 1885—1886 годах для уравнений 2-го порядка). В этих статьях он построил новый раздел математики, который получил название «качественная теория дифференциальных уравнений». Пуанкаре показал, что даже если дифференциальное уравнение не решается через известные функции, тем не менее, из самого вида уравнения можно получить обширную информацию о свойствах и особенностях поведения семейства его решений. В частности, Пуанкаре исследовал характер хода интегральных кривых на плоскости, дал классификацию особых точек (седло, фокус, центр, узел), ввёл понятия предельного цикла и индекса цикла, доказал, что число предельных циклов всегда конечно, за исключением нескольких специальных случаев.. Пуанкаре разработал также общую теорию интегральных инвариантов и решения уравнений в вариациях. Для уравнений в конечных разностях он создал новое направление — асимптотический анализ решений. Все эти достижения он применил для исследования практических задач математической физики и небесной механики, а использованные методы стали основой его топологических работ.

Особые точки интегральных кривых
Седло
Фокус
Центр
Узел

Пуанкаре много занимался также дифференциальными уравнениями в частных производных, в основном при исследовании задач математической физики. Он существенно дополнил методы математической физики, в частности, внёс существенный вклад в теорию потенциала, теорию теплопроводности, исследовал колебания трёхмерных тел, ряд задач теории электромагнетизма. Ему принадлежат также труды по обоснованию принципа Дирихле, для чего он разработал в статье «Об уравнениях с частными производными» т. н. метод выметания (фр. méthode de balayage).

### Алгебра и теория чисел
Уже в первых работах Пуанкаре успешно применил теоретико-групповой подход, ставший для него важнейшим инструментом во многих дальнейших исследованиях — от топологии до теории относительности. Пуанкаре первым ввёл теорию групп в физику; в частности, он первым исследовал группу преобразований Лоренца. Он также внёс большой вклад в теорию дискретных групп и их представлений.
В ранний период творчества Пуанкаре исследовал кубические тернарные и кватернарные формы.

### Топология

Топологическое преобразование тора в кружку

Предмет топологии ясно определил ещё Феликс Клейн в своей «Эрлангенской программе» (1872): это геометрия инвариантов произвольных непрерывных преобразований, своего рода качественная геометрия. Сам термин «топология» (вместо применявшегося ранее Analysis situs) ещё ранее предложил Иоганн Бенедикт Листинг. Некоторые важные понятия ввели Энрико Бетти и Бернхард Риман. Однако фундамент этой науки, причём достаточно детально разработанный для пространства любого числа измерений, создал Пуанкаре. Его первая статья на эту тему появилась в 1894 году, она вызвала всеобщий интерес, и Пуанкаре в 1899—1902 годах опубликовал пять дополнений к этой пионерской работе. В последнем из этих дополнений содержалась знаменитая гипотеза Пуанкаре.
Исследования в геометрии привели Пуанкаре к абстрактному топологическому определению гомотопии и гомологии. Также он впервые ввёл основные понятия и инварианты комбинаторной топологии, такие как числа Бетти, фундаментальную группу, доказал формулу, связывающую число рёбер, вершин и граней n-мерного многогранника (формула Эйлера — Пуанкаре), дал первую точную формулировку интуитивного понятия размерности.

### Многомерный комплексный анализ
Пуанкаре обобщил на случай нескольких комплексных переменных теорему Коши, основал теорию вычетов для многомерного случая, положил начало исследованиям биголоморфных отображений областей комплексного пространства.

### Астрономия и небесная механика

Хаотическое движение в задаче трёх тел (компьютерное моделирование)

Пуанкаре опубликовал две классические монографии: «Новые методы небесной механики» (1892—1899) и «Лекции
по небесной механике» (1905—1910). В них он успешно применил результаты своих исследований к задаче о движении трёх тел, детально изучив поведение решения (периодичность, устойчивость, асимптотичность и т. д.). Им введены методы малого параметра (теорема Пуанкаре о разложении интегралов по малому параметру), неподвижных точек, интегральных инвариантов, уравнений в вариациях, исследована сходимость асимптотических разложений. Обобщив теорему Брунса (1887), Пуанкаре доказал, что задача трёх тел принципиально не интегрируема. Другими словами, общее решение задачи трёх тел нельзя выразить через алгебраические или через однозначные трансцендентные функции координат и скоростей тел. Его работы в этой области считаются крупнейшими достижениями в небесной механике со времён Ньютона.
Эти работы Пуанкаре содержат идеи, ставшие позднее базовыми для математической «теории хаоса» (см., в частности, теорему Пуанкаре о возвращении) и общей теории динамических систем.
Пуанкаре принадлежат важные для астрономии труды о фигурах равновесия гравитирующей вращающейся жидкости. Он ввёл важное понятие точек бифуркации, доказал существование фигур равновесия, отличных от эллипсоида, в том числе кольцеобразных и грушевидных фигур, исследовал их устойчивость. За это открытие Пуанкаре получил золотую медаль Лондонского королевского астрономического общества (1900).

### Физика и другие работы
Как член Бюро долгот, Пуанкаре участвовал в измерительных работах этого учреждения и опубликовал несколько содержательных работ по проблемам геодезии, гравиметрии и теории приливов.
С конца 1880-х годов и до конца жизни Пуанкаре много усилий посвящает электромагнитной теории Максвелла и её дополненному Лоренцем варианту. Он активно переписывается с Генрихом Герцем и Лоренцем, нередко подсказывая им правильные идеи. В частности, преобразования Лоренца Пуанкаре выписал в современном виде, в то время как Лоренц несколько ранее предложил их приближённый вариант. Тем не менее, именно Пуанкаре назвал эти преобразования именем Лоренца. О вкладе Пуанкаре в разработку теории относительности см. ниже.
Именно по инициативе Пуанкаре молодой Антуан Анри Беккерель занялся изучением связи фосфоресценции и рентгеновских лучей (1896), и в ходе этих опытов была открыта радиоактивность урановых соединений. Пуанкаре первым вывел закон затухания радиоволн.
В последние два года жизни Пуанкаре живо интересовался квантовой теорией. В обстоятельной статье «О теории квантов» (1911) он доказал, что невозможно получить закон излучения Планка без гипотезы квантов, тем самым похоронив все надежды как-то сохранить классическую теорию.

### Научные термины, связанные с именем Пуанкаре
- Гипотеза Пуанкаре
- Группа Пуанкаре
- Двойственность Пуанкаре
- Интеграл Пуанкаре — Картана
- Лемма Пуанкаре
- Метрика Пуанкаре
- Модель Пуанкаре пространства Лобачевского
- Нормальная форма Пуанкаре — Дюлака
- Отображение Пуанкаре
- Последняя теорема Пуанкаре
- Сфера Пуанкаре
- Теорема Коши — Пуанкаре
- Теорема Пуанкаре — Бендиксона
- Теорема Пуанкаре — Биркгофа — Витта
- Теорема Пуанкаре — Вольтерры
- Теорема Пуанкаре о векторном поле
- Теорема Пуанкаре о возвращении
- Теорема Пуанкаре о классификации гомеоморфизмов окружности
- Теорема Пуанкаре о разложении интегралов по малому параметру
- Теорема Пуанкаре о скорости роста целой функции

и многие другие.

## Роль Пуанкаре в создании теории относительности

### Работы Пуанкаре в области релятивистской динамики

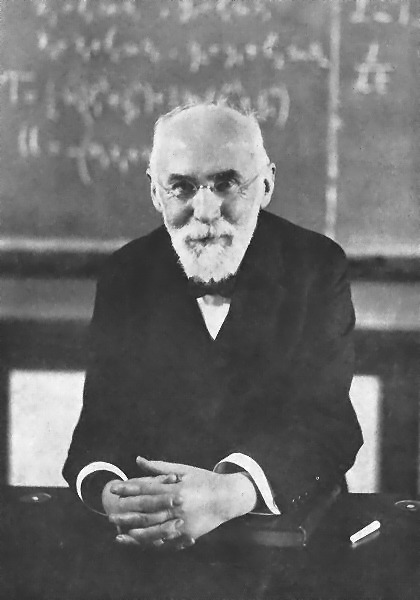
Хендрик Антон Лоренц

Имя Пуанкаре напрямую связано с успехом теории относительности. Он деятельно участвовал в развитии эфирно-электронной теории Лоренца. В этой теории принималось, что существует неподвижный эфир, и скорость света относительно эфира не зависит от скорости источника. При переходе к движущейся системе отсчёта выполняются преобразования Лоренца вместо галилеевых (Лоренц считал эти преобразования реальным изменением размеров тел). Именно Пуанкаре дал правильную математическую формулировку этих преобразований (сам Лоренц предложил всего лишь их приближение первого порядка) и показал, что они образуют группу преобразований.
Ещё в 1898 году, задолго до Эйнштейна, Пуанкаре в своей работе «Измерение времени» сформулировал общий (не только для механики) принцип относительности, а затем даже ввёл четырёхмерное пространство-время, теорию которого позднее разработал Герман Минковский. Тем не менее, Пуанкаре продолжал использовать концепцию эфира, хотя придерживался мнения, что его никогда не удастся обнаружить — см. доклад Пуанкаре на физическом конгрессе, 1900 год. В этом же докладе Пуанкаре впервые высказал мысль, что одновременность событий не абсолютна, а представляет собой условное соглашение («конвенцию»). Было высказано также предположение о предельности скорости света.
Под влиянием критики Пуанкаре Лоренц в 1904 году предложил новый вариант своей теории. В ней он предположил, что при больших скоростях механика Ньютона нуждается в поправках. В 1905 году Пуанкаре далеко развил эти идеи в статье «О динамике электрона». Предварительный вариант статьи появился 5 июня 1905 года в Comptes Rendus, развёрнутый был закончен в июле 1905 года, опубликован в январе 1906 года, почему-то в малоизвестном итальянском математическом журнале.
В этой итоговой статье снова и чётко формулируется всеобщий принцип относительности для всех физических явлений (в частности, электромагнитных, механических и также гравитационных), с преобразованиями Лоренца, как единственно возможными преобразованиями координат, сохраняющими одинаковую для всех систем отсчёта запись физических уравнений. Пуанкаре нашёл выражение для четырёхмерного интервала как инварианта преобразований Лоренца: {\displaystyle r^{2}+{(ict)}^{2}}, четырёхмерную формулировку принципа наименьшего действия. В этой статье он также предложил первый набросок релятивистской теории гравитации; в его модели тяготение распространялось в эфире со скоростью света, а сама теория была достаточно нетривиальной, чтобы снять полученное ещё Лапласом ограничение снизу на скорость распространения гравитационного поля. Предварительное краткое сообщение вышло до поступления в журнал работы Эйнштейна, последняя, большая статья также поступила к издателям раньше эйнштейновской, однако к моменту её выхода в печать первая статья Эйнштейна по теории относительности уже увидела свет.

### Пуанкаре и Эйнштейн: сходство и различия

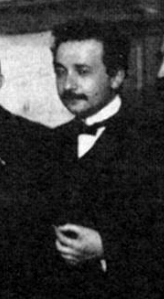
Альберт Эйнштейн (1911)

Эйнштейн в своих первых работах по теории относительности использовал по существу ту же математическую модель, что и Пуанкаре: преобразования Лоренца, релятивистская формула сложения скоростей и др. Однако, в отличие от Пуанкаре, Эйнштейн сделал решительный вывод: нелепо привлекать понятие эфира только для того, чтобы доказать невозможность его наблюдения. Он полностью упразднил как понятие эфира, которое продолжал использовать Пуанкаре, так и опирающиеся на гипотезу эфира понятия абсолютного движения и абсолютного времени. Именно эта теория, по предложению Макса Планка, получила название теории относительности (Пуанкаре предпочитал говорить о субъективности или условности, см. ниже).
Все новые эффекты, которые Лоренц и Пуанкаре считали динамическими свойствами эфира, в теории относительности Эйнштейна вытекают из объективных свойств пространства и времени, то есть перенесены Эйнштейном из динамики в кинематику. В этом главное отличие подходов Пуанкаре и Эйнштейна, замаскированное внешним сходством их математических моделей: они по-разному понимали глубокую физическую (а не только математическую) сущность этих моделей. Перенос в кинематику позволил Эйнштейну создать целостную и всеобщую теорию пространства и времени, а также решить в её рамках ранее не поддававшиеся проблемы — например, запутанный вопрос о разных видах массы, зависимости массы от энергии, соотношения местного и «абсолютного» времени и др. Сейчас эта теория носит имя «специальная теория относительности» (СТО). Ещё одно существенное отличие позиций Пуанкаре и Эйнштейна заключалось в том, что лоренцево сокращение длины, рост инертности со скоростью и др. релятивистские выводы Пуанкаре понимал как абсолютные эффекты, а Эйнштейн — как относительные, не имеющие физических последствий в собственной системе отсчёта. То, что для Эйнштейна было реальным физическим временем в движущейся системе отсчёта, Пуанкаре называл временем «кажущимся», «видимым» (фр. temps apparent) и ясно отличал его от «истинного времени» (фр. le temps vrai).
Вероятно, недостаточно глубокий анализ физической сущности СТО в работах Пуанкаре и послужил причиной того, что физики не обратили на эти работы того внимания, которого они заслуживали; соответственно, широкий резонанс первой же статьи Эйнштейна был вызван ясным и глубоким анализом основ исследуемой физической картины. В последующем обсуждении теории относительности имя Пуанкаре не упоминалось (даже во Франции); когда в 1910 году Пуанкаре был номинирован на Нобелевскую премию, в перечне его заслуг ничего не говорилось о теории относительности.
Обоснование новой механики также было различным. У Эйнштейна в статьях 1905 года принцип относительности с самого начала не утверждается как вывод из динамических соображений и экспериментов, а кладётся в основу физики как кинематическая аксиома (также для всех явлений без исключения). Из этой аксиомы и из постоянства скорости света математический аппарат Лоренца-Пуанкаре получается автоматически. Отказ от эфира позволил подчеркнуть, что «покоящаяся» и «движущаяся» системы координат совершенно равноправны, и при переходе к движущейся системе координат те же эффекты обнаруживаются уже в покоящейся.
Эйнштейн, по его позднейшему признанию, в момент начала работы над теорией относительности не был знаком ни с последними публикациями Пуанкаре (вероятно, только с его работой 1900 года, во всяком случае, не с работами 1904 года), ни с последней статьёй Лоренца (1904 год).

### «Молчание Пуанкаре»
Вскоре после появления работ Эйнштейна по теории относительности (1905 год) Пуанкаре прекратил публикации на эту тему. Ни в одной работе последних семи лет жизни он не упоминал ни имени Эйнштейна, ни теории относительности (кроме одного случая, когда он сослался на эйнштейновскую теорию фотоэффекта). Пуанкаре по-прежнему продолжал обсуждать свойства эфира и упоминал абсолютное движение относительно эфира.

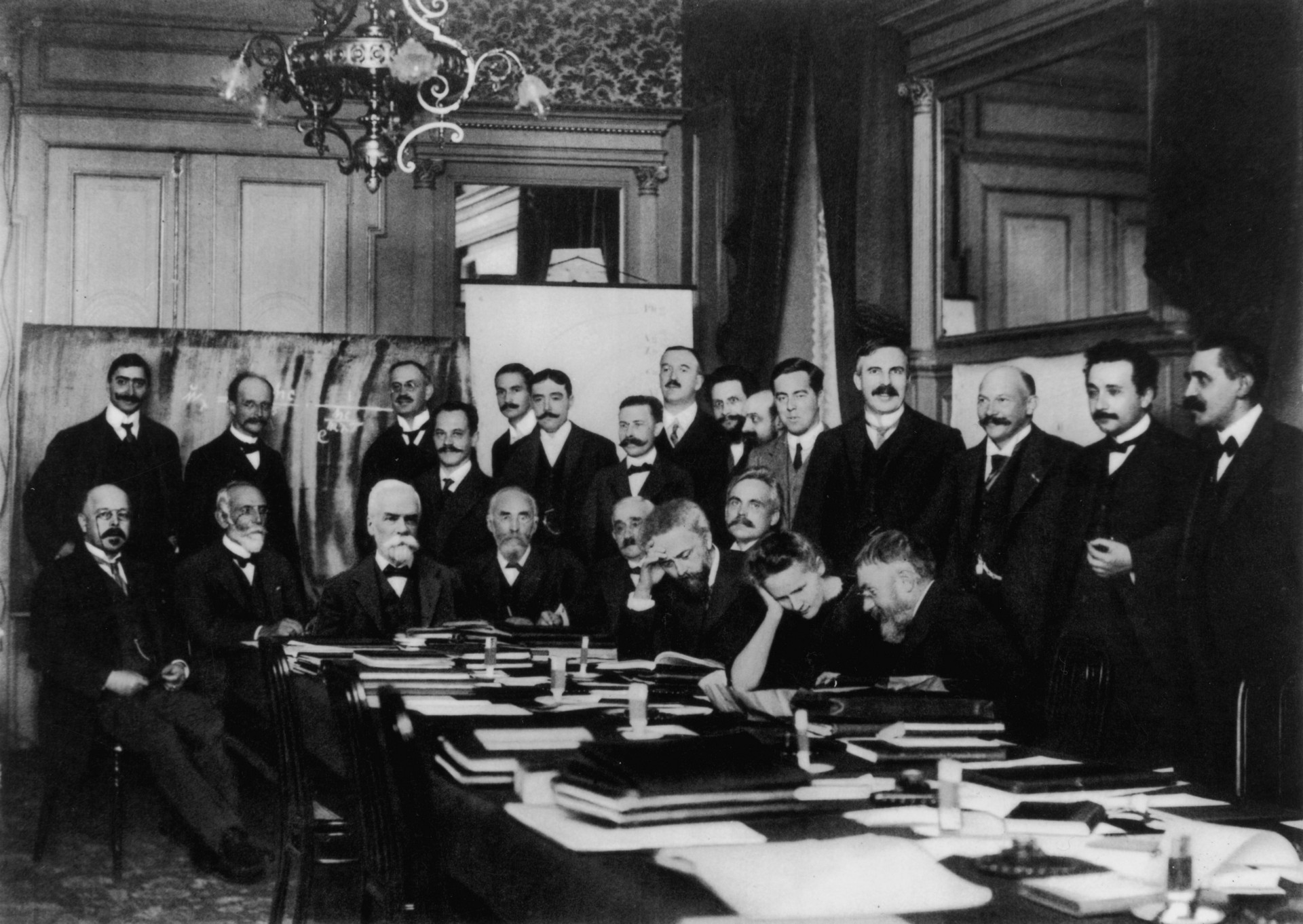
1-й Сольвеевский конгресс. Пуанкаре сидит крайний справа, Эйнштейн стоит второй справа

Встреча и беседа двух великих учёных произошла лишь однажды — в 1911 году на Первом Сольвеевском конгрессе. В письме своему цюрихскому другу доктору Цангеру от 16 ноября 1911 года Эйнштейн писал:

Пуанкаре [по отношению к релятивистской теории] отвергал всё начисто и показал, при всей своей тонкости мысли, слабое понимание ситуации.
Оригинальный текст (нем.)Poincaré war (gegen die Relativitätstheorie) einfach allgemein ablehnend, zeigte bei allem Scharfsinn wenig Verständnis für die Situation.
— A. Pais. Subtle is the Lord. Oxford University Press, Oxford
1982, p. 170.
(вставка в скобках принадлежит, возможно, Пайсу).
Несмотря на неприятие теории относительности, лично к Эйнштейну Пуанкаре относился с большим уважением. Сохранилась характеристика Эйнштейна, которую дал Пуанкаре в конце 1911 года. Характеристику запросила администрация цюрихского Высшего политехнического училища в связи с приглашением Эйнштейна на должность профессора училища.

Г-н Эйнштейн — один из самых оригинальных умов, которые я знал; несмотря на свою молодость, он уже занял весьма почётное место среди виднейших учёных своего времени. Больше всего восхищает в нём лёгкость, с которой он приспосабливается [s’adapte] к новым концепциям и умеет извлечь из них все следствия.
Он не держится за классические принципы и, когда перед ним физическая проблема, готов рассмотреть любые возможности. Благодаря этому его ум предвидит новые явления, которые со временем могут быть экспериментально проверены. Я не хочу сказать, что все эти предвидения выдержат опытную проверку в тот день, когда это станет возможно; наоборот, поскольку он ищет во всех направлениях, следует ожидать, что большинство путей, на которые он вступает, окажутся тупиками; но в то же время надо надеяться, что одно из указанных им направлений окажется правильным, и этого достаточно. Именно так и надо поступать. Роль математической физики — правильно ставить вопросы; решить их может только опыт.
Будущее покажет более определённо, каково значение г-на Эйнштейна, а университет, который сумеет привязать к себе молодого мэтра, извлечёт из этого много почестей.

В апреле 1909 года Пуанкаре по приглашению Гильберта приехал в Гёттинген и прочитал там ряд лекций, в том числе о принципе относительности. Пуанкаре ни разу не упомянул в этих лекциях не только Эйнштейна, но и гёттингенца Минковского. О причинах «молчания Пуанкаре» высказывалось множество гипотез. Некоторые историки науки предположили, что всему виной обида Пуанкаре на немецкую школу физиков, которая недооценивала его заслуги в создании релятивистской теории. Другие считают это объяснение неправдоподобным, так как Пуанкаре никогда в жизни не был замечен в обидах по поводу приоритетных споров, а теорию Эйнштейна предпочли не только в Германии, но и в Великобритании и даже в самой Франции (например, Ланжевен). Даже Лоренц, теорию которого Пуанкаре стремился развить, после 1905 года предпочитал говорить о «принципе относительности Эйнштейна». Выдвигалась и такая гипотеза: эксперименты Кауфмана, проведённые в эти годы, поставили под сомнение принцип относительности и формулу зависимости инертности от скорости, так что не исключено, что Пуанкаре решил просто подождать с выводами до прояснения этих вопросов.
В Гёттингене Пуанкаре сделал важное предсказание: релятивистские поправки к теории тяготения должны объяснить вековое смещение перигелия Меркурия. Предсказание вскоре сбылось (1915), когда Эйнштейн закончил разработку общей теории относительности.
Немного проясняет позицию Пуанкаре его лекция «Пространство и время», с которой он выступил в мае 1912 года в Лондонском университете. Пуанкаре считает первичными в перестройке физики принцип относительности и новые законы механики. Свойства пространства и времени, по мнению Пуанкаре, должны выводиться из этих принципов или устанавливаться конвенционально. Эйнштейн же поступил наоборот — вывел динамику из новых свойств пространства и времени. Пуанкаре по-прежнему считает переход физиков на новую математическую формулировку принципа относительности (преобразования Лоренца вместо галилеевых) делом соглашения:

Каково же будет наше отношение к этим новым [релятивистским] представлениям? Заставят ли они нас изменить наши заключения? Нисколько; мы приняли известное условное соглашение потому, что оно казалось нам удобным… Теперь некоторые физики хотят принять новое условное соглашение. Это не значит, что они были вынуждены это сделать; они считают это новое соглашение более удобным, вот и всё. А те, кто не придерживается их мнения и не желает отказываться от своих старых привычек, могут с полным правом сохранить старое соглашение. Между нами говоря, я думаю, что они ещё долго будут поступать таким образом.

Из этих слов можно понять, почему Пуанкаре не только не завершил свой путь к теории относительности, но и даже отказался принять уже созданную теорию. Это видно также из сравнения подходов Пуанкаре и Эйнштейна. То, что Эйнштейн понимает как относительное, но объективное, Пуанкаре понимает как чисто субъективное, условное (конвенциональное). Различие в позициях Пуанкаре и Эйнштейна и его возможные философские корни подробно исследованы историками науки.
Основоположник квантовой механики Луи де Бройль, первый лауреат медали имени Пуанкаре (1929 год), винит во всём его позитивистские взгляды:

Ещё немного, и Анри Пуанкаре, а не Альберт Эйнштейн, первым построил бы теорию относительности во всей её общности, доставив тем самым французской науке честь этого открытия… Однако Пуанкаре так и не сделал решающего шага, и предоставил Эйнштейну честь разглядеть все следствия из принципа относительности и, в частности, путём глубокого анализа измерений длины и времени выяснить подлинную физическую природу связи, устанавливаемой принципом относительности между пространством и временем.
Почему Пуанкаре не дошёл до конца в своих выводах?… Пуанкаре, как учёный, был прежде всего чистым математиком… Пуанкаре занимал по отношению к физическим теориям несколько скептическую позицию, считая, что вообще существует бесконечно много логически эквивалентных точек зрения и картин действительности, из которых учёный, руководствуясь исключительно соображениями удобства, выбирает какую-то одну. Вероятно, такой номинализм иной раз мешал ему признать тот факт, что среди логически возможных теорий есть такие, которые ближе к физической реальности, во всяком случае, лучше согласуются с интуицией физика, и тем самым больше могут помочь ему… Философская склонность его ума к «номиналистическому удобству» помешала Пуанкаре понять значение идеи относительности во всей её грандиозности.

К этим же выводам пришёл французский историк науки Жан Ульмо: Пуанкаре оказался неспособен найти физическую интерпретацию теории относительности, «потому что он придерживался ложной философии — философии рецепта, условности, произвольного представления, в которое всегда можно втиснуть феномены, в крайнем случае, с натяжкой».

### Оценка вклада Пуанкаре в специальную теорию относительности
Вклад Пуанкаре в создание специальной теории относительности (СТО) физиками-современниками и более поздними историками науки оценивается по-разному. Спектр их мнений простирается от пренебрежения этим вкладом до утверждений, что понимание Пуанкаре было не менее полным и глубоким, чем понимание других основателей, включая Эйнштейна. Однако подавляющее большинство историков придерживаются достаточно сбалансированной точки зрения, отводящей обоим (а также Лоренцу и присоединившимся позднее к разработке теории Планку и Минковскому) значительную роль в успешном развитии релятивистских идей.
П. С. Кудрявцев в курсе истории физики высоко оценивает роль Пуанкаре. Он цитирует слова Д. Д. Иваненко и В. К. Фредерикса о том, что «статья Пуанкаре с формальной точки зрения содержит в себе не только параллельную ей работу Эйнштейна, но в некоторых своих частях и значительно более позднюю — почти на три года — статью Минковского, а отчасти даже и превосходит последнюю». Вклад Эйнштейна, по мнению П. С. Кудрявцева, заключался в том, что именно ему удалось создать целостную теорию максимальной общности и прояснить её физическую сущность.
А. А. Тяпкин в послесловии к сборнику «Принцип относительности» пишет:

Итак, кого же из учёных мы должны считать создателями СТО?… Конечно, открытые до Эйнштейна преобразования Лоренца включают в себя всё содержание СТО. Но вклад Эйнштейна в их объяснение, в построение целостной физической теории и в интерпретацию основных следствий этой теории настолько существен и принципиален, что Эйнштейн с полным правом считается создателем СТО. Однако высокая оценка работы Эйнштейна не даёт никакого основания считать его единственным создателем СТО и пренебрегать вкладом других учёных.

Сам Эйнштейн в 1953 году в приветственном письме оргкомитету конференции, посвящённой 50-летию теории относительности (состоялась в 1955 году), писал: «Я надеюсь, что будут должным образом отмечены заслуги Г. А. Лоренца и А. Пуанкаре».

## Личность и убеждения
Отзывы о Пуанкаре как о человеке чаще всего восторженные. В любой ситуации он неизменно выбирал благородную позицию. В научных спорах был твёрд, но корректен. Никогда не был замешан в скандалах, приоритетных спорах, оскорблениях. Равнодушен к славе: он неоднократно добровольно уступал научный приоритет, даже если имел серьёзные права на него; например, он ввёл термины «фуксовы функции», «группа Клейна», «устойчивость по Пуассону», «числа Бетти» — хотя имел все основания назвать эти объекты своим именем. Как уже отмечалось выше, он первым выписал в современном виде преобразования Лоренца (наряду с Лармором), однако назвал их именем Лоренца, который ранее дал их неполное приближение.
Друзья Пуанкаре отмечают его скромность, остроумие, терпимость, чистосердечность и доброжелательность. Внешне он мог производить впечатление человека замкнутого и малообщительного, но в действительности такое поведение было следствием его застенчивости и постоянной сосредоточенности. Несмотря на рассеянность, Пуанкаре пунктуально соблюдал однажды установленный режим дня: завтрак в 8 часов, обед в 12, ужин в 7 вечера. Никогда не курил и не любил, когда курили другие. Не занимался спортом, хотя любил пешие прогулки. К религии был равнодушен.
В то время всеобщего разгула национализма он осуждал шовинистические акции. Пуанкаре считал, что величие Франции должно достигаться благодаря моральному достоинству её сынов, славе её литературы и искусства, благодаря открытиям её учёных:

Родина — это не просто синдикат интересов, а сплетение благородных идей и даже благородных страстей, за которые наши отцы боролись и страдали, и Франция, полная ненависти, не была бы больше Францией.

### Философия
Пуанкаре писал в книге «Наука и гипотеза», что «невозможна реальность, которая была бы полностью независима от ума, постигающего её». Он считал, что основные принципы любой научной теории не являются ни априорными умозрительными истинами (как, например, считал Кант), ни идеализированным отражением объективной реальности (точка зрения Эйнштейна). Они, по его мнению, суть условные соглашения, единственным абсолютным условием которых является непротиворечивость. Выбор тех или иных научных принципов из множества возможных, вообще говоря, произволен, однако реально учёный руководствуется, с одной стороны, желанием максимальной простоты теории, с другой — необходимостью её успешного практического использования. Но даже при соблюдении этих требований имеется некоторая свобода выбора, обусловленная относительным характером самих этих требований.
Эта философская доктрина получила впоследствии название конвенционализма. Она хорошо соответствует практике выбора математических моделей в естествознании, но её применимость к физике, где важен выбор не только моделей, но и понятий, соотносимых с реальностью, вызывала споры.
Во времена Пуанкаре набирала силу третья волна позитивизма, в рамках которой, в частности, математика провозглашалась частью логики (эту идею проповедовали такие выдающиеся учёные, как Рассел и Фреге) или бессодержательным набором аксиоматических теорий (Гильберт и его школа). Пуанкаре был категорически против такого рода формалистических взглядов. Он считал, что в основе деятельности математика лежит интуиция, а сама наука не допускает полного аналитического обоснования. Логика необходима лишь постольку, поскольку без строгого логического обоснования интуитивно полученные утверждения не могут считаться заслуживающими доверия.
В соответствии с этими принципами Пуанкаре отвергал не только логицизм Рассела и формализм Гильберта, но и канторовскую теорию множеств — хотя до обнаружения парадоксов проявлял к ней интерес и пытался использовать. Он решительно заявил, что отвергает концепцию актуальной бесконечности (то есть бесконечное множество как математический объект) и признаёт только потенциальную бесконечность. Во избежание парадоксов Пуанкаре выдвинул требование, чтобы все математические определения были строго предикативными, то есть они не должны содержать ссылок не только на определяемое понятие, но и на множество, его содержащее — в противном случае определение, включая новый элемент, изменяет состав этого множества, и возникает порочный круг.
Многие мысли Пуанкаре позже взяли на вооружение Брауэр и другие интуиционисты.

## Признание и память

Пуанкаре (слева) в Будапеште (1910), где ему присуждена премия Бойяи

Награды и звания, полученные Пуанкаре
- 1885: Премия Понселе, Парижская академия наук
- 1886: избран президентом Французского математического общества
- 1887: избран членом Парижской академии наук
- 1889: премия за победу в математическом конкурсе, король Швеции Оскар II
- 1889: Командор ордена Почётного легиона
- 1893: избран членом Бюро долгот (так исторически называется Парижский институт небесной механики)
- 1894: избран иностранным членом Лондонского королевского общества
- 1895: избран иностранным членом-корреспондентом Петербургской академии наук
- 1896: премия Жана Рейно, Парижская академия наук
- 1896: избран президентом Французского астрономического общества
- 1899: премия, Американское философское общество
- 1900: Золотая медаль Королевского астрономического общества, Лондон
- 1901: медаль Сильвестра, Королевское общество, Лондон
- 1903: золотая медаль фонда им. Н. И. Лобачевского (Физико-математическое общество Казани), как рецензенту Давида Гильберта
- 1905: Премия Бойяи, Венгерская академия наук
- 1905: медаль Маттеуччи, Итальянское научное общество
- 1905: Орден Полярной звезды (Швеция)[79]
- 1906: избран президентом Парижской академии наук
- 1908: избран членом Французской академии (не путать с Парижской академией наук)
- 1909: золотая медаль, Французская ассоциация содействия развитию науки
- 1909: избран иностранным почётным членом Румынской академии[80]
- 1911: медаль Кэтрин Брюс, Тихоокеанское астрономическое общество
- 1912: избран директором Французской академии

Именем Пуанкаре названы
- Кратер на обратной стороне Луны.
- Астероид 2021 Пуанкаре.

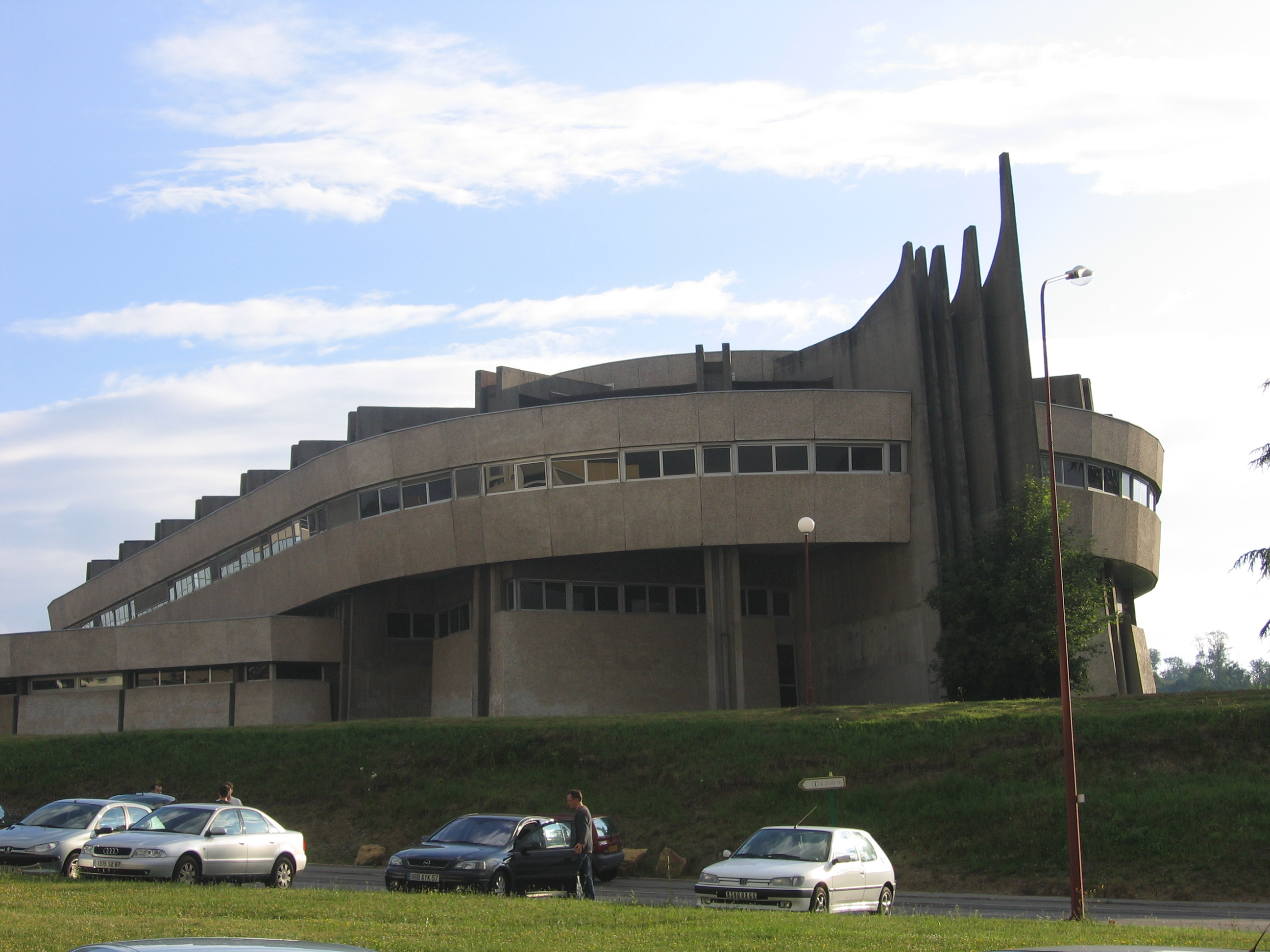
Университет Пуанкаре в Нанси

- Международная премия Пуанкаре за работы по математической физике.
- Институт математики и теоретической физики в Париже
- Университет и улица в Нанси[81].
- Улица в Париже (20-й округ).

## Труды
Основные работы:
- Cours de physique mathématique, 1889—1892 (Курс математической физики в 12 томах на основе его лекций в Сорбонне)
- Les methodes nouvelles de la mécanique céleste, t. 1—3. Р., 1892—97 (Новые методы небесной механики)
- Analysis situs, 1895 (так первоначально называлась топология); в 1899—1902 гг. Пуанкаре опубликовал 5 содержательных дополнений к этой пионерской работе
- Calcul des probabilités, 1896 (Исчисление вероятностей, переиздано в 1912 и 1923 гг.)
- La Science et l’hypothèse, 1902 (Наука и гипотеза)
- Valeur de la science, 1905 (Ценность науки)
- Leçons de mécanique céleste, t. 1—3. P., 1905—1906 (Лекции по небесной механике)
- Théorie de Maxwell et les oscillations hertziennes, 1907 (Теория Максвелла и волны Герца)
- Science et méthode, 1908 (Наука и метод)
- Dernières Pensées, 1913 (Последние мысли, посмертно)
- Œuvres, t. 1—11, 1916—1956 (Труды, посмертно)

### Переводы на русский язык
- Пуанкаре А. Избранные труды. — М.: Наукв, 1971. — Т. 1. Новые методы небесной механики. — 771 с.
  - Новые методы небесной механики, части 1, 2 из 3.
- Пуанкаре А. Избранные труды. — М.: Наукв, 1972. — Т. 2. Топология. Теория чисел. — 999 с.
  - Новые методы небесной механики, часть 3 из 3.
  - Топология: Analysis situs (457); Дополнение к «Analysis situs» (549); Второе дополнение к «Analysis situs» (594); О некоторых алгебраических поверхностях (Третье дополнение к «Analysis situs») (623); О циклах алгебраических поверхностей (Четвёртое дополнение к «Analysis situs») (641); Пятое дополнение к «Analysis situs» (676); О геодезических линиях на выпуклых поверхностях (735); Об одной геометрической теореме (775); П. С. Александров. Пуанкаре и топология (808).
  - Теория чисел: О тернарных и кватернарных кубических формах (819). Об арифметических свойствах алгебраических кривых (901).
- Пуанкаре А. Избранные труды. — М.: Наукв, 1974. — Т. 3.  Математика. Теоретическая физика. Анализ математических и естественнонаучных работ Анри Пуанкаре. — 772 с.
  - Математика: Теория фуксовых групп (9). О фуксовых функциях (63). О группах линейных уравнений (145). Фуксовы функции и уравнение ∆u=eu (235). О кривых на алгебраических поверхностях (310). О кривых на алгебраической поверхности (351).
  - Теоретическая физика: Замечания о кинетической теории газов (385). Электричество и оптика (введение) (413). Измерение времени (419). О динамике электрона (429). О динамике электрона (433). Динамика электрона (487). О теории квантов (516). О теории квантов (521). Гипотеза квантов (546). Настоящее и будущее математической физики (559).
  - Анализ математических и естественнонаучных работ Анри Пуанкаре: Аналитическое резюме (579). Г. Жюлиа. Анри Пуанкаре, его жизнь и деятельность (664). Ж. Адамар. Анри Пуанкаре и математика (674). А. Вейль. Пуанкаре и арифметика (682). Г. Фрейденталь. Пуанкаре и теория автоморфных функций (687). Л. Шварц. Анри Пуанкаре и дифференциальные уравнения физики (697). Луи де Бройль. Анри Пуанкаре и физические теории (703).
- Пуанкаре А. Теория фуксовых групп. — 1882.
- Пуанкаре А. Об основных гипотезах геометрии. — 1887.
- Пуанкаре А. Теория вихрей. — М.—Ижевск: РХД, 2000. — репринт изд. 1893 г.
- Пуанкаре А. Теорія Максвелля и Герцовскія колебанія. — СПб., 1900.
- Пуанкаре А. Ценность науки. — М., 1906.
- Пуанкаре А. Наука и метод. — СПб., 1910.
- Пуанкаре А. Эволюція законов. — СПб., 1913.
- Пуанкаре А. Новая механика. Эволюция законов. — М.: Современныя проблемы, 1913.
- Пуанкаре А. Последние мысли. — Париж, 1923.
- Пуанкаре А. О кривых, определяемых дифференциальными уравнениями. — М.—Л.: ОГИЗ, 1947.
- Пуанкаре А. Лекции по небесной механике. — М.: Наука, 1965.
- Пуанкаре А. О науке. — изд. 2-е. — М.: Наука, 1990.
  - Пуанкаре А. Наука и метод. — Из сб. «О науке». Дата обращения: 18 июля 2010.
- Пуанкаре А. Теория вероятностей. — М.: НИЦ «Регулярная и хаотическая динамика», 1999. — 280 с. — ISBN 5-89806-024-3. — репринт изд. 1912 г.
- Пуанкаре А. Фигуры равновесия жидкой массы. — М.: НИЦ «Регулярная и хаотическая динамика», 2000. — 208 с. — ISBN 5-93972-022-6. — репринт изд. 1900 г.
- Пуанкаре А. Последние работы. — М.: НИЦ «Регулярная и хаотическая динамика», 2001. — 209 с. — ISBN 5-93972-038-2.
- Пуанкаре А. Термодинамика. — М.: Институт компьютерных исследований, 2005. — 332 с. — ISBN 5-93972-471-X.
- Пуанкаре А., Кутюра Л. Математика и логика. — М.: ЛКИ, 2010. — 152 с. — (Из наследия мировой философской мысли. Философия науки). — ISBN 978-5-382-01097-7.
- Несколько статей Пуанкаре в сборнике «Принцип относительности. Сборник работ по специальной теории относительности»[83].
- Статьи Пуанкаре в «Вестнике опытной физики и элементарной математики».
  - Будущее математики (1908 г., выпуск № 474, с. 405—410; № 475—476, с. 425—429; № 477, с. 473—483)
  - Взаимоотношения между материей и эфиром (1912 г., выпуск № 566, с. 46—57)
  - Измерение времени (1905 г., выпуск № 393, с. 200—207; № 394, с. 217—222)
  - История математической физики (1905 г., выпуск № 406, с. 211—215; № 407—408, с. 236—246)
  - Математическое творчество (1909 г., выпуск № 483, с. 57—63; № 484, с. 79—85)
  - Не-Эвклидовские геометрии (1892 г., выпуск № 143, с. 229—236; № 144, с. 249—255)
  - Новая механика (1910 г., выпуск № 505, с. 1—8)
  - Роль интуиции и логики в математике (1903 г., выпуск № 342, с. 121—127; № 343, с. 145—151)
  - Свет и электричество (по Максвеллу и Герцу) (1894 г., выпуск № 185, с. 106—110; № 186, с. 131—135)
  - Связь между анализом и математической физикой (1900 г., выпуск № 277, с. 2—10)
  - Формы равновесия жидкой массы во вращательном движении (1893 г., выпуск № 160, с. 76—80; № 168, с. 256—262)
  - Эволюция законов (1911 г., выпуск № 544, с. 81—89; № 545, с. 105—112)